# Nikolaikirche (Kotzenbüll)

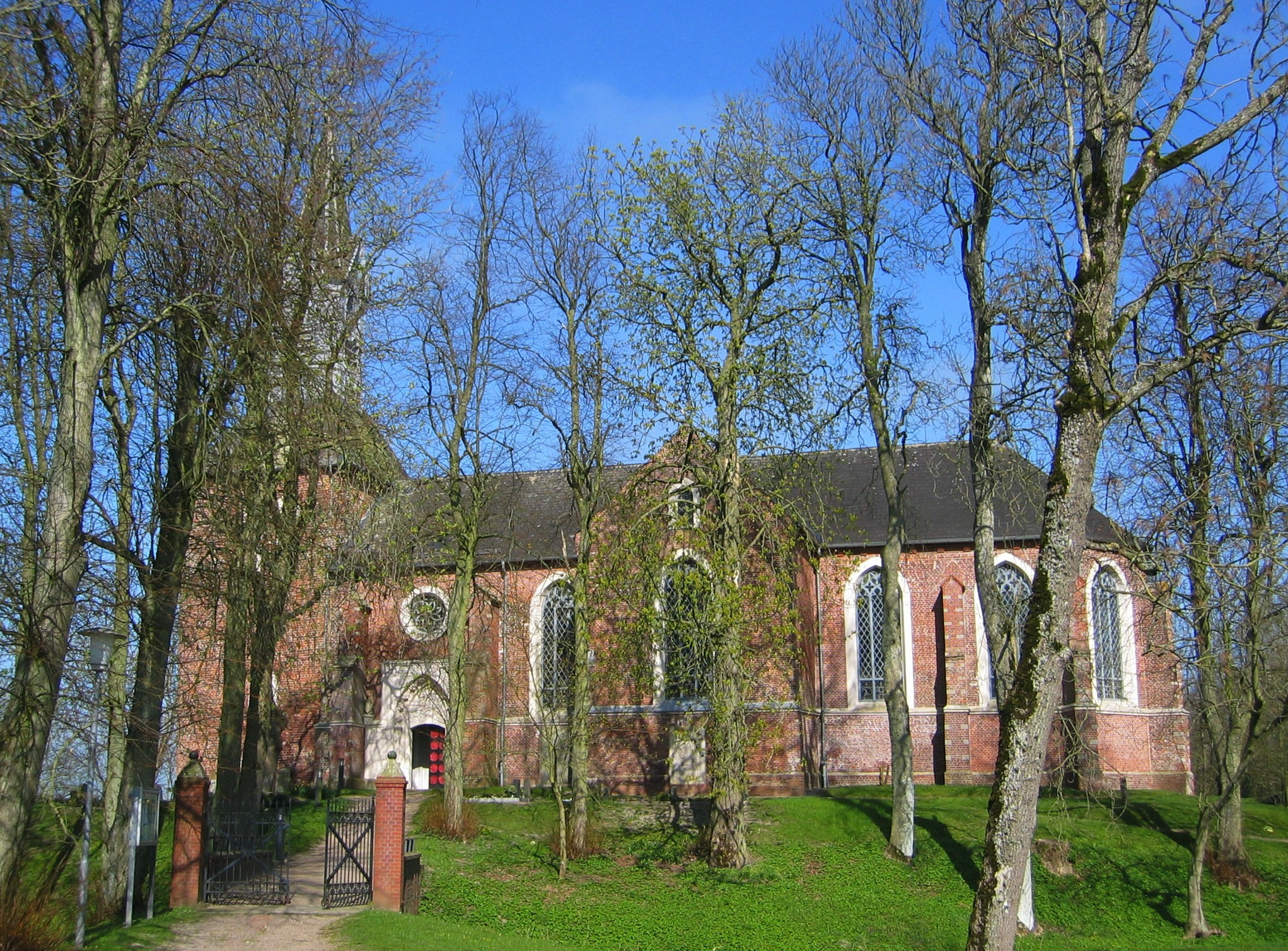
Die Kotzenbüller Nikolaikirche auf der Kirchwarft

Die Nikolaikirche in Kotzenbüll auf Eiderstedt ist ein Kirchengebäude im Kirchenkreis Nordfriesland in der Evangelisch-lutherischen Kirche in Norddeutschland. Ihre Eingangstür ist die älteste Kirchentür in Schleswig-Holstein.

## Baugeschichte
Auf der Kirchwarft in Kotzenbüll stand vermutlich schon um 1300 eine Kapelle. Eine Kirche ist erstmals 1365 erwähnt. Der älteste erhaltene Teil des heutigen Kirchengebäudes ist der Backsteinkirchturm aus dem 14. Jahrhundert, der zur Zeit der ersten Erwähnung schon stand.
1488 bis 1495 ließen die reichen Kotzenbüller Bauern, vor allem aber der in Kotzenbüll ansässige Staller Boye Tetens, die kleine Kapelle durch den heutigen, für eine Dorfkirche überdimensionierten spätgotischen Backsteinbau ersetzen. Dass Herzog Friedrich 1492 zusammen mit seiner Mutter die Baustelle besuchte, zeugt ebenso von der damaligen Bedeutung von Ort und Bauherrn wie die Weihe durch Bischof Eggert Dürkop. Der Grundriss ist kreuzförmig mit einem breiten, aber mit zwei Jochen nur kurzen Hauptschiff, einem fast ebenso breiten Chor mit halbrundem Abschluss und zwei kurzen Querschiffen. Die Kirche bekam ein Tonnengewölbe mit 10,40 m lichter Weite. Aus der Erbauungszeit stammen die mit spätgotischem Faltwerk verzierten Türen des Südportals. Sie sind die ältesten erhaltenen Kirchentüren in Schleswig-Holstein. Als Fälldatum des verwendeten Eichenholzes konnte dendrochronologisch etwa 1471 ermittelt werden, so dass das Holz im Baujahr der neuen Kirche gut abgelagert war.

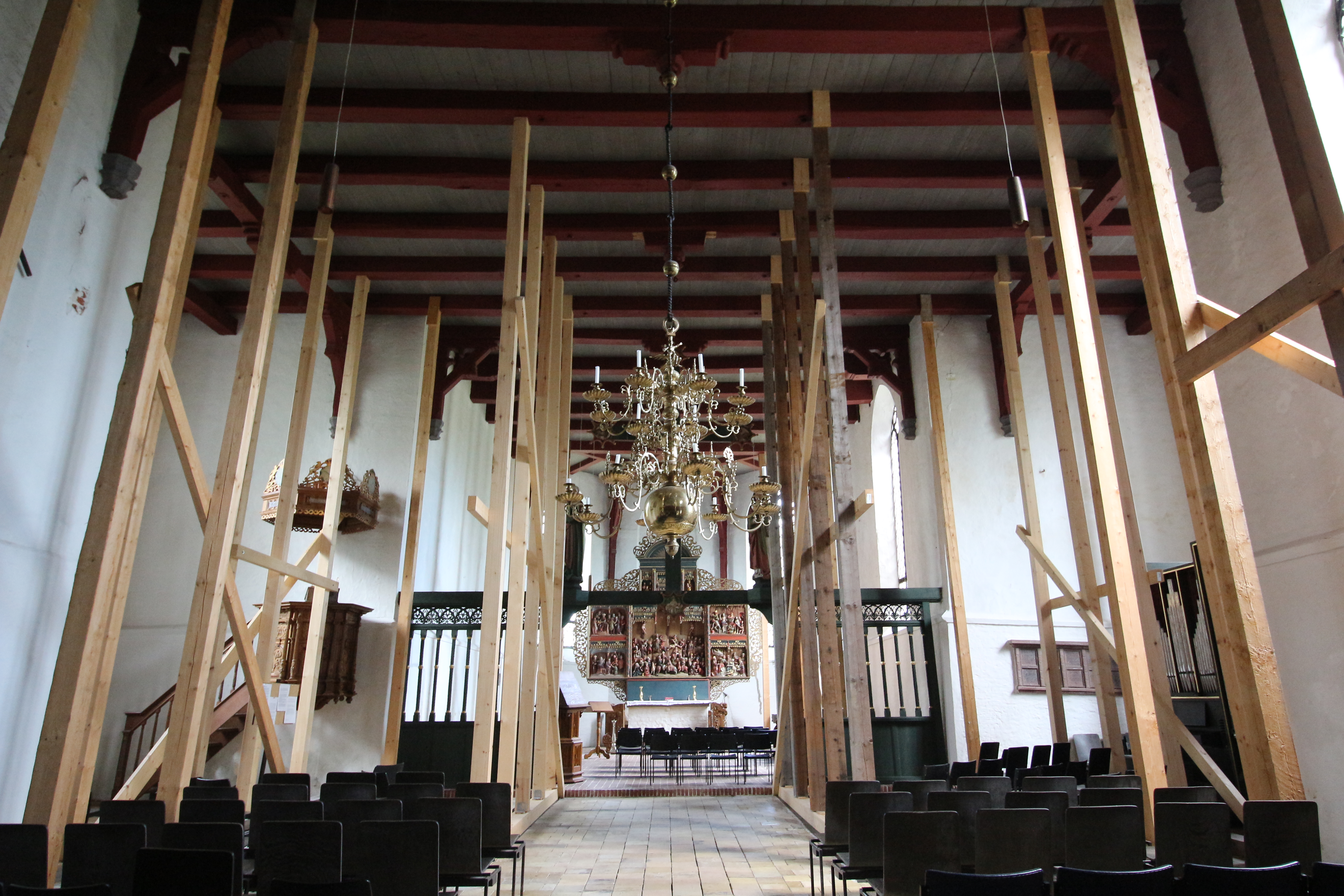
Stützbalken im Kirchenschiff 2015

1857 bis 1859 wurde die Kirche im neugotischen Stil umgestaltet. Dabei wurde das ursprüngliche Gewölbe durch eine durchgehende Holzbalkendecke ersetzt. Da die von einem Graben umgebene Warft kein festes Fundament für einen so großen Bau bildet, ist die Kirche heute akut einsturzgefährdet. Stützbalken stabilisieren die Decke. Die Sanierung soll 2022 beginnen. Die Kirche wird deshalb für etwa anderthalb Jahre geschlossen sein.

## Ausstattung
Das älteste Ausstattungsteil ist der Taufstein, der vermutlich schon im Vorgängerbau stand. Das achteckige Taufbecken besteht aus schwarzem Namur-Marmor und ist mit vier Köpfen geschmückt.
Ein Großteil der Kunstwerke, die um 1500 für die heutige Kirche geschaffen wurden, darunter die Chorschranken, der Pastoren- oder Beichtstuhl und das Chorgestühl, hat sich erhalten, wurde aber teilweise mehrfach dem Zeitgeschmack entsprechend umgestaltet. Eine Besonderheit für das frühere Herzogtum Schleswig ist das aufwändige Lesepult mit beitseitiger Ablage, dessen acht Seiten mit ähnlichem Faltwerk geschmückt sind wie die Kirchentüren.

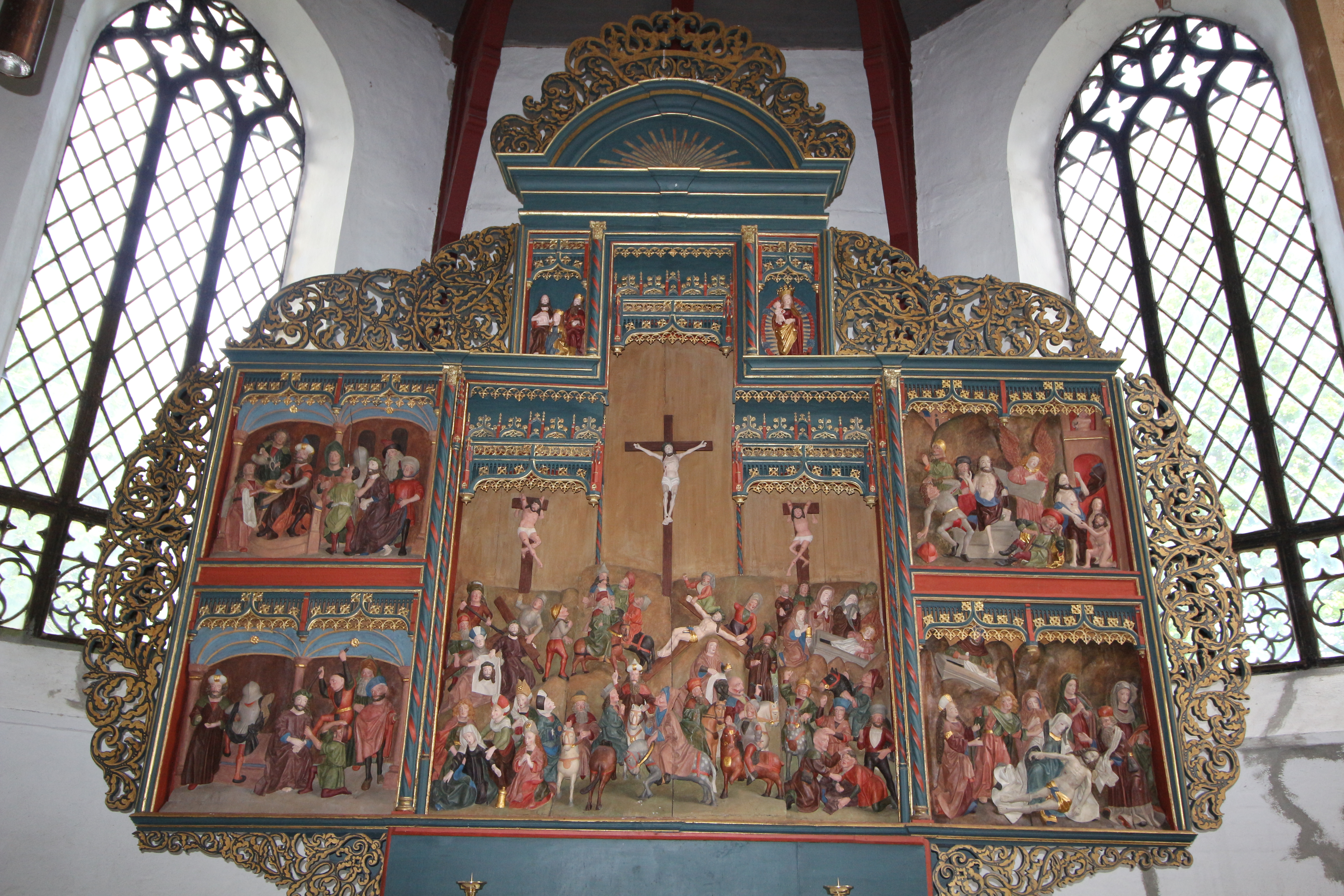
Schnitzaltar von 1506

Der Altarschrein gilt als qualitätsvollster Altar in Eiderstedt. Er ist dank einer Inschrift auf 1506 zu datieren. Der Schnitzer ist nicht bekannt. Seinen guten Erhaltungszustand verdankt er der Tatsache, dass er über die Jahrhunderte immer wieder überarbeitet wurde, einer nicht erhaltenen Aufschrift auf der Rückseite zufolge bereits sieben Mal bis ins 18. Jahrhundert und erneut im 19. bis 21. Jahrhundert. Der dreiflüglige Schnitzaltar enthält in seinem Mittelfeld eine figurenreiche Kreuzigungsdarstellung mit ausgearbeiteter Landschaft und vielen Details. Integriert in die eigentliche Kreuzigungsdarstellung sind weitere Szenen der Passion Christi. Jesus ist dabei insgesamt viermal (Begegnung mit Veronika, Annagelung ans Kreuz, Kreuzigung und Kreuzabnahme) abgebildet. Eine Figur des Judas Iskariot, der sich aus Reue über seinen Verrat aufhängte, gehörte wie bei dem nach dem Kotzenbüller Vorbild geschaffenen Altar der Marienkirche in Witzwort eigentlich auch zur Szene, brach aber irgendwann ab und ging nach 1935 verloren. Die ursprünglich klappbaren Seitenflügel zeigen links Jesus vor Pilatus und die Dornenkrönung und rechts Beweinung, Höllenfahrt und Auferstehung. Oberhalb des Mittelschreins links befindet sich eine Marienkrönung und rechts Maria im Strahlenkranz. 1752 wurde der Schrein mit einem barocken Rankenwerk umgeben. Damals wurden die Schnitzreliefs weiß angemalt. Die Außenseiten der Flügel wurden grau überstrichen, weshalb ihre ursprüngliche Bemalung sich nicht erhalten hat. Auch die Predella ist nicht erhalten. Die heutige Farbfassung stellte Peter Gloy 1980 her.
Ebenfalls nur kurz nach dem Neubau der Kirche wurde die Triumphkreuzgruppe angeschafft. Sie wird auf etwa 1515 datiert und wurde 1968 auf der rekonstruierten Chorschranke aufgestellt, auf der sie vermutlich auch anfangs positioniert war.
Die Kanzel stammt aus dem späten 16. Jahrhundert. Die vier Seiten des Kanzelkorbes zeigen Jesu Taufe, die Aufrichtung der ehernen Schlange, die Kreuzigung und die Auferstehung sowie Stifterwappen. Der Schalldeckel ist barock und stammt von 1752. Sein Rankenwerk ist wohl ein Werk desselben Künstlers, der im selben Jahr den Altar umarbeitete.  Ebenfalls im späten 16. Jahrhundert kamen die drei Epitaphien in die Kirche.

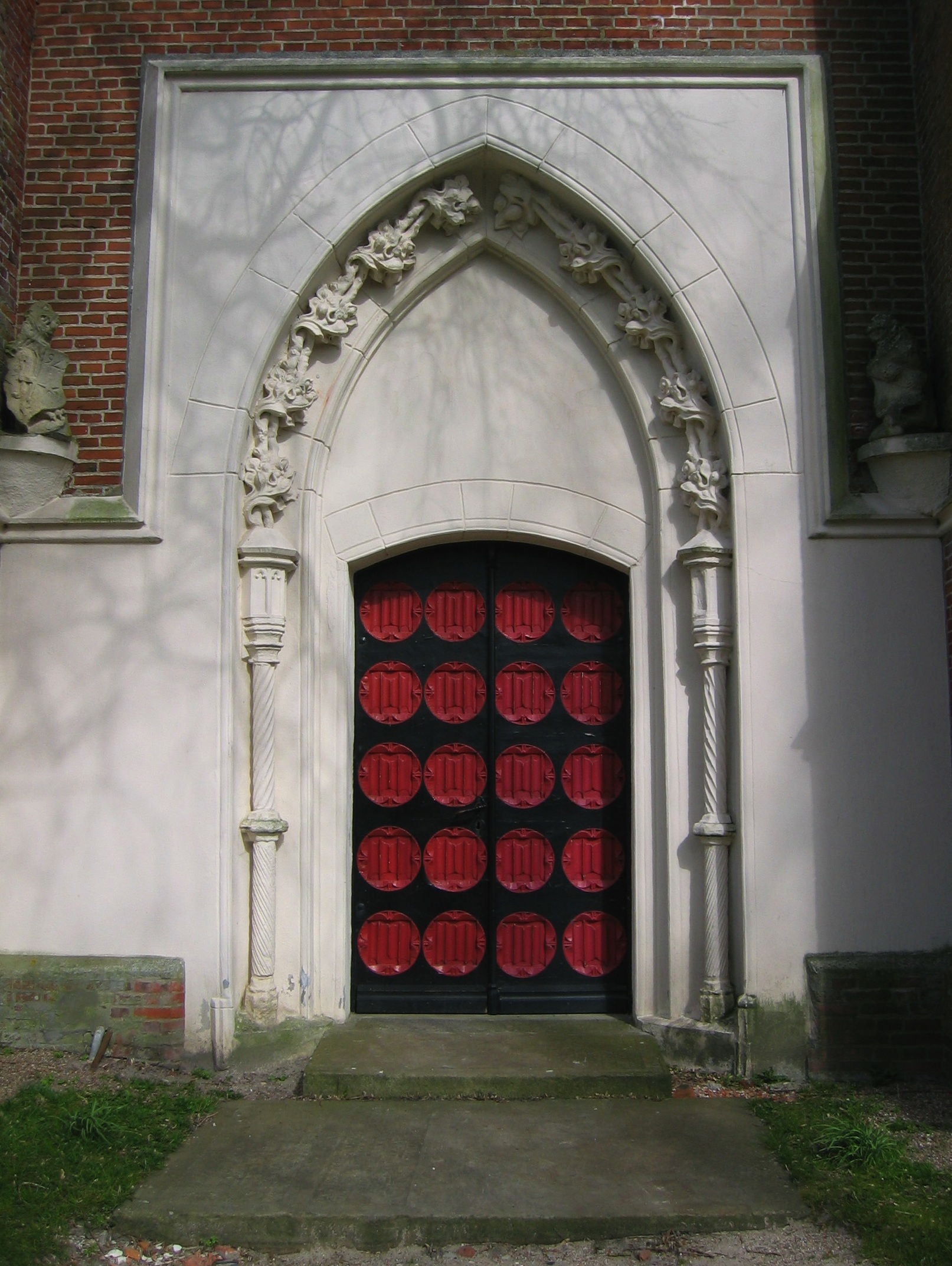
Südportal mit spätgotischer Tür
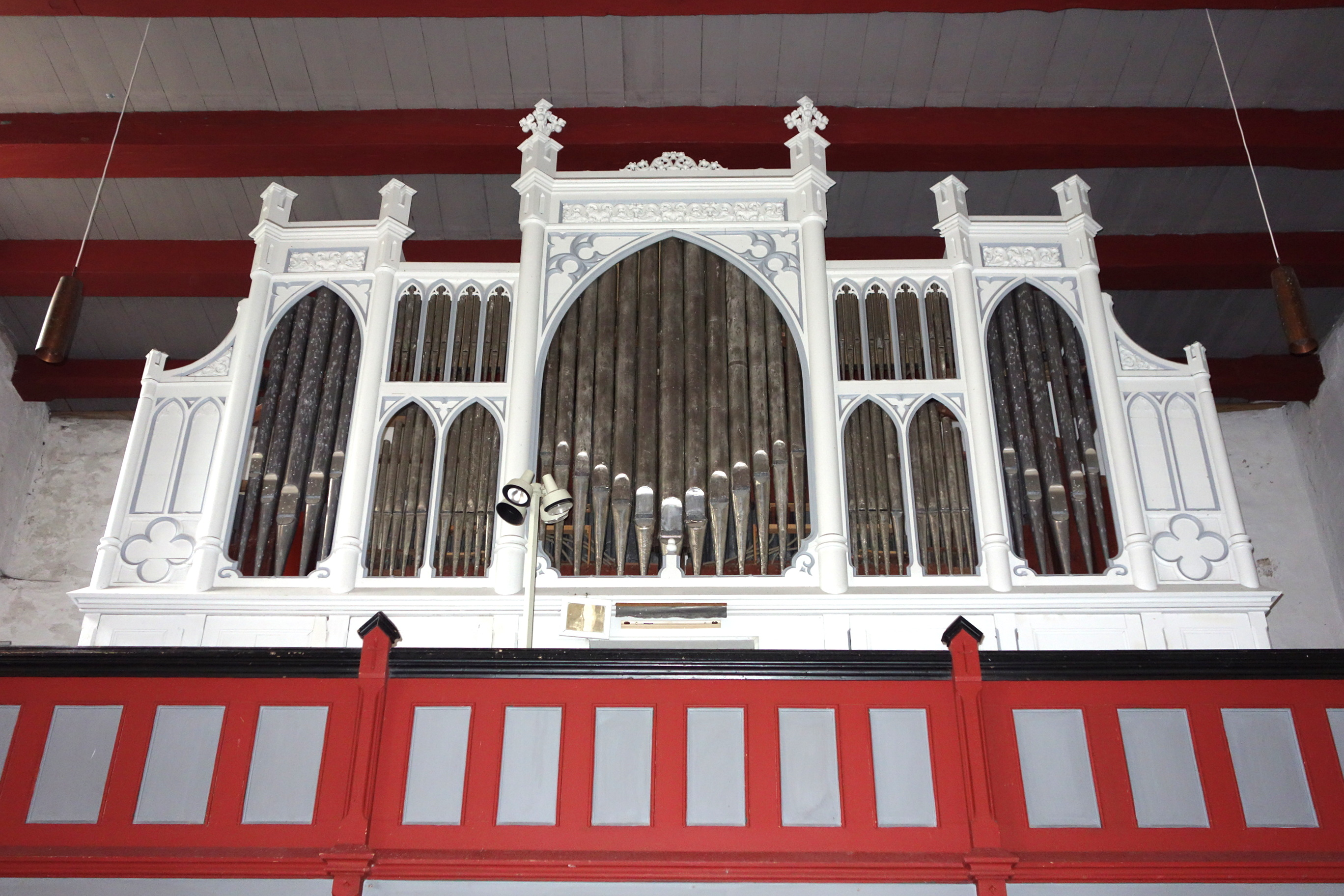
Orgel (Zustand 2014)
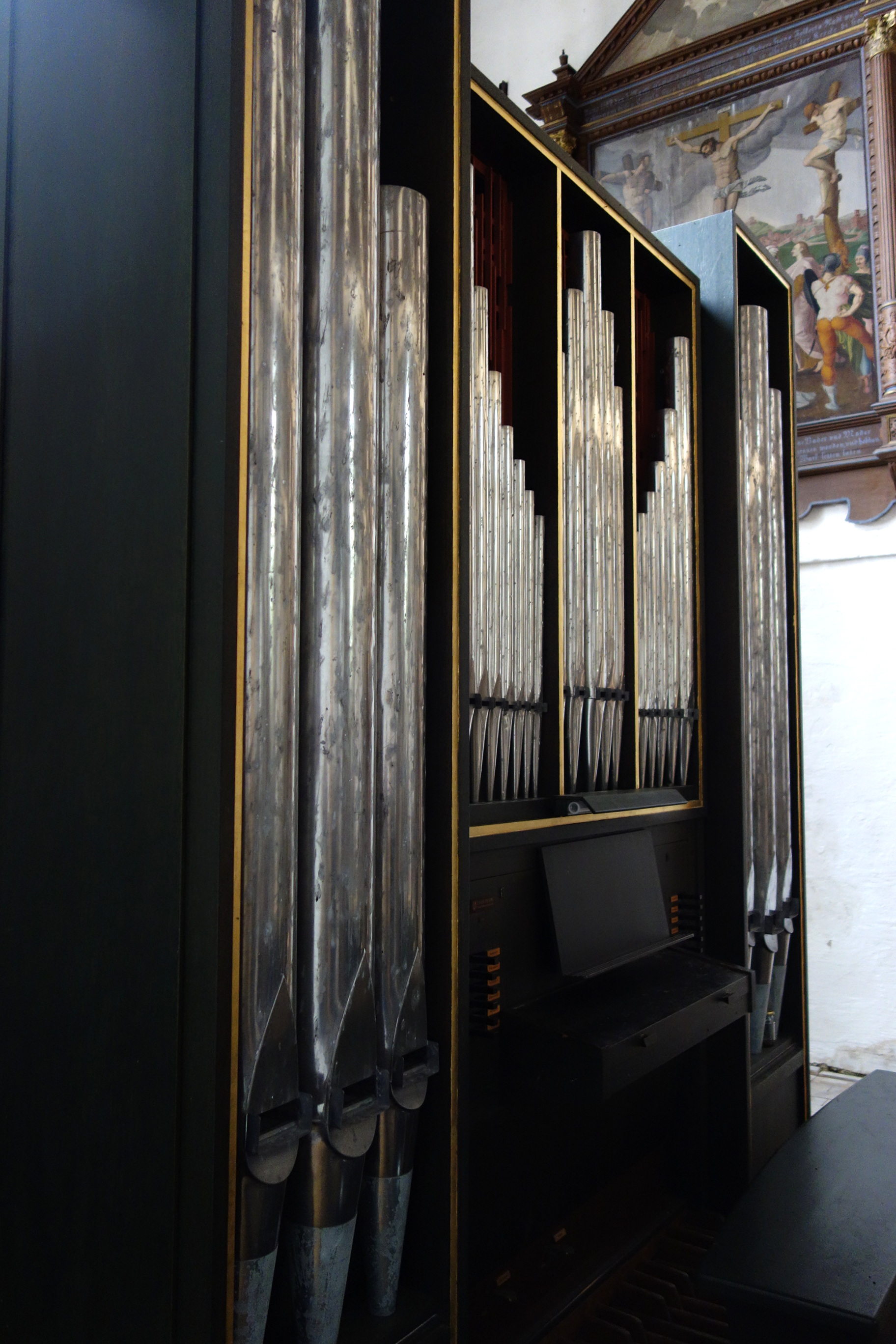
Kleuker-Orgel
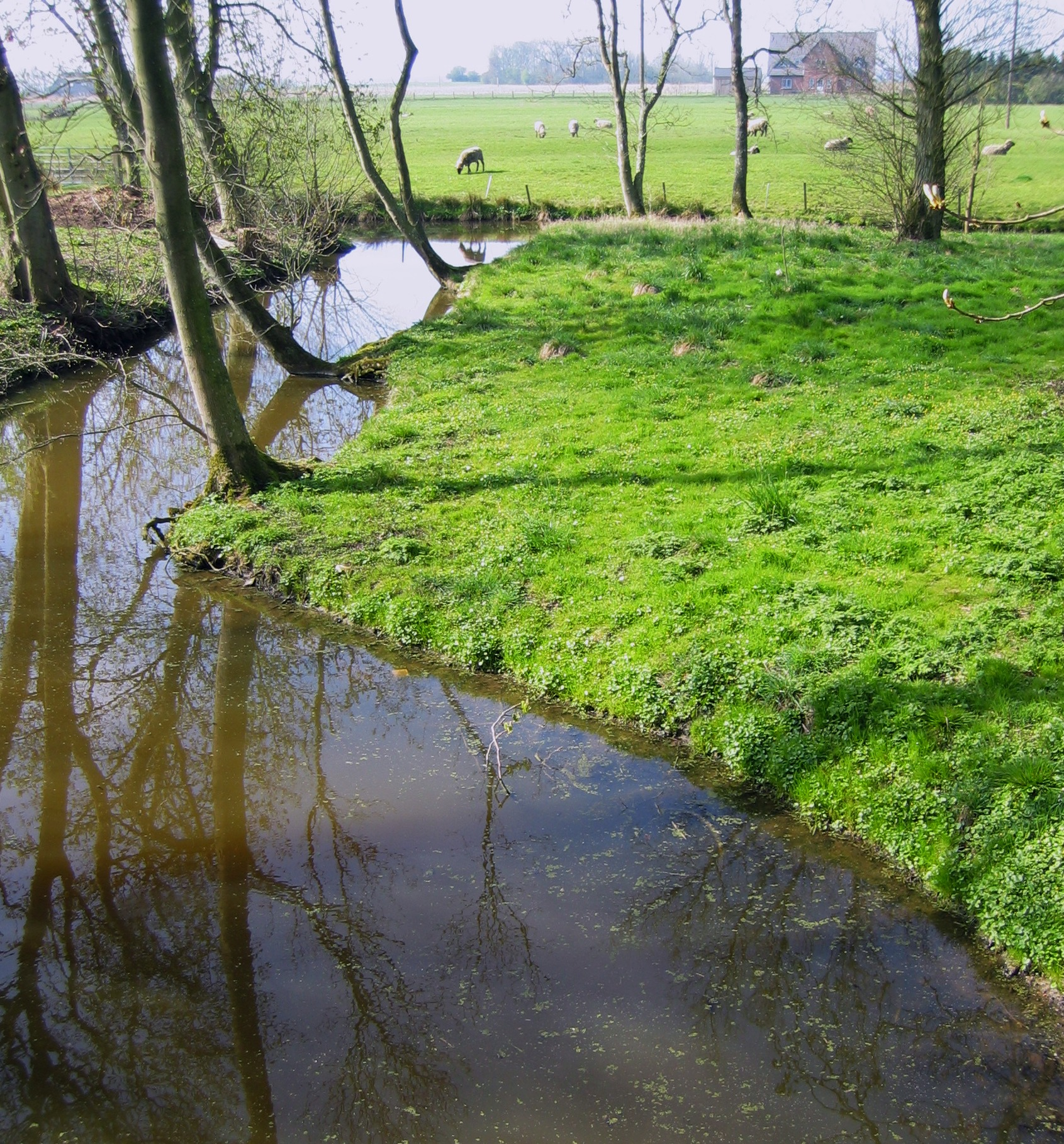
Blick vom Kirchhof der St.-Nikolai-Kirche auf den Wassergraben ins Umland
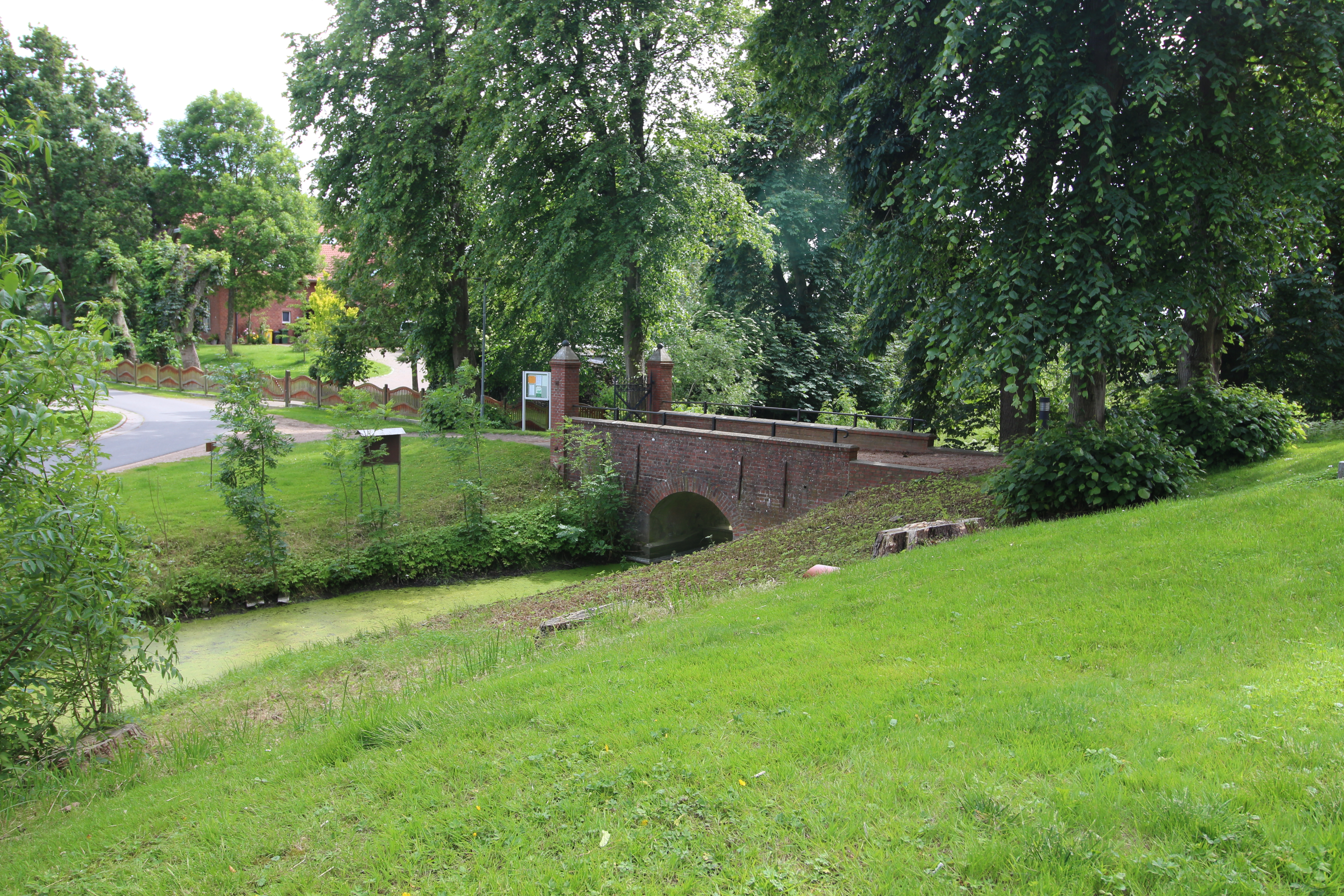
Brücke über den Graben um die Kirchwarft

## Orgel
Die Orgel auf der Westempore ist die dritte Orgel der Kirche. Um 1500 erhielt der Neubau eine erste Orgel. 1740 reparierte sie der Orgelbauer Johann Hinrich Klapmeyer und erweiterte sie um ein Pedal. Im Verlauf des großen Umbaus 1859 gestaltete der Tönninger Orgelbauer Johann Hinrich Färber, der bei Marcussen & Søn in Apenrade gelernt hatte, die Orgel um. Den neugotischen Orgelprospekt schuf J. F. Holm. Färber integrierte die Pfeifen der Vorgängerorgeln. Von der ältesten Orgel von etwa 1500 besitzt das Werk noch sechs Register, vier weitere Register stammen von 1740. 1958 wurde die Orgel renoviert, blieb aber über Jahrzehnte kaum spielbar. Als Ersatz wurde im Kirchenschiff eine Kleukerorgel aufgestellt. Der Orgelbauverein Kotzenbüll bemüht sich derzeit um eine Renovierung der bedeutenden Färber-Orgel. 2022 erfolgten durch Reinalt Johannes Klein Abbau, Dokumentation und Rekonstruktion des Instruments und Einlagerung der Orgelteile.

## Gemeinde und Pastoren
Der erste namentlich bekannte lutherische Geistliche an der Nikolaikirche war Nicolaus Hagemann, der sich als Priester an der Katharinenkirche von Katharinenheerd schon früh der Reformation anschloss und 1528 Pastor in Kotzenbüll wurde. Er hatte sein Amt bis zu seinem Tod 1573 fast 46 Jahre lang inne. Auf ihn folgte Georg Crusius aus Hannover, der 1603 auch Propst von Eiderstedt wurde. In seine Zeit fiel die Auseinandersetzung mit den Anhängern des Täufers David Joris. Für 1579 ist die Existenz einer zweiten Pfarrstelle, des Diakonates, bezeugt, die das wohlhabende Kirchspiel finanzierten konnte. Nach Crusius` Tod 1619 folgte ihm sein Sohn Reinhold Crusius, der aber schon 1621 starb. Dessen Nachfolger Johannes Moldenit wechselte 1630 nach Tönning und wurde 1633 Eiderstedter Propst. Spätere Pastoren waren fast alle zuvor Diakone der Gemeinde gewesen und starben oft nach nur kurzer Zeit. Durch die Belagerung der nahegelegenen Festung Tönning im Jahr 1713 erlitt die Gemeinde große Verluste. Seit damals geht die Bevölkerung zurück. Das Diakonat wurde noch 1713 eingezogen. Georg Friedrich Tusch, der von 1750 bis 1792 amtierte, klagte 1757 über die niedrige Besoldung der Schulbeamten. 1787 wurde er Propst. 1835, während der Amtszeit von Gerhard Wilhelm Amandus Lempelius, der von 1793 bis 1843 Pastor der Gemeinde war, hatte Kotzenbüll noch 275 Einwohner, 2019 waren es nur noch 200. 2008 fusionierte die Kirchengemeinde mit den Gemeinden der Laurentiuskirche in Tönning und der Laurentiuskirche des nach Tönning eingemeindeten Dorfs Kating zu einer Kirchengemeinde.